# Пиер Бейл
Пиер Бейл (на френски: Pierre Bayle) е френски философ, калвинист. Добива известност с публикуването на „Исторически и критически речник“, което започва през 1697 г. Чрез разпространяването на идеята за толерантност към различните религии, неговите работи повлияват на развитието на Просвещението.

## Биография
Роден е на 18 ноември 1647 година в Карла льо Конт (по-късно преименуван на Карла Бейл в негова чест), близо до Памиер в департамента Ариеж, Франция.
Обучаван е от баща си, който е калвинистки свещеник и работи в академията в Пюилоран. През 1669 г. влиза в йезуитския колеж в Тулуза и става римокатолик месец по-късно. След 17 месеца отново се обръща към калвинизма и заминава за Женева. Там се запознава с учението на Рене Декарт. Завръща се във Франция и отива в Париж, където няколко години работи под името Бел като възпитател в няколко семейства. През 1675 г. е назначен за преподавател по философия в Протестантската академия в Седан.
През 1681 г. университетът е нападнат от правителствени войски при акция срещу Протестантството. Малко преди това Бейл заминава за Съединените провинции, където почти веднага е назначен за професор по философия и история в Екол Илюстр в Ротердам. Там преподава много години, но се замесва в дълги спорове в колежа. Стига се до там, че през 1693 г. го лишават от преподавателското място. Бейл остава в града до смъртта си на 28 декември 1706 г.

## Идеи
Пиер Бейл отхвърля употребата на историята като начин за фанатизиране на масите и тяхното отклоняване към сектантски интереси и вяра. В своя „Исторически и критически речник“ той представя редица личности, като описва тяхната биография и прави опит за безпристрастен преглед на историческия архив свързан с тях, както и интерпретативните дискусии по въпроса.
Пише за пространството и времето и движението в речниковата статия „Зенон от Елея“, а в „Рорарий“ се занимава с въпросите на съзнанието, тялото и животинския механизъм. Пише и произведението „Спиноза“, където се опитва да опише опасностите от монизма. Сред другите му важни произведения са „Разнообразни мисли за кометата от 1683 г.“, „Философски коментар върху словата на Исус Христос: препятствия пред входа“, „Един провинциал отговаря на въпроси“ и други.